# 마이클 E. 브라운

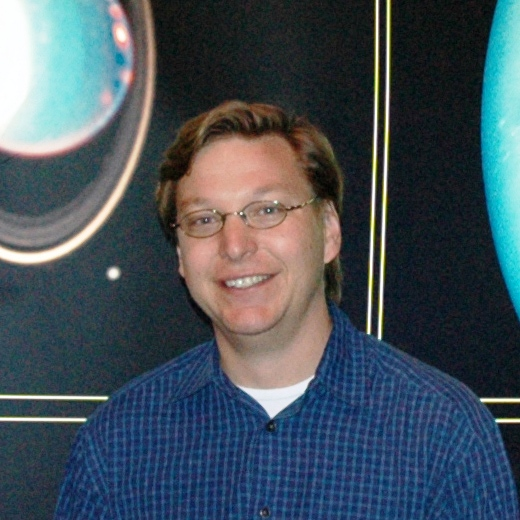

마이클 E. 브라운(Michael E. Brown: 1965년 6월 5일 ~ )은 미국의 천문학자다. 2003년 이래로 칼텍에서 행성천문학 교수를 맡고 있다. 브라운의 연구진은 많은 해왕성 바깥 천체(TNO)들을 발견했다. 그 중 유명한 것이 명왕성보다 질량이 큰 유일한 TNO 에리스이다. 에리스의 발견은 명왕성이 왜행성으로 강판되는 계기가 되었기 때문에 브라운은 스스로를 “명왕성을 죽인 사람”이라고 부른다.

## 같이 보기
- 제9행성